# Танацехол
Танацехол — лекарственное средство растительного происхождения (экстракт цветков пижмы).

## Международное название
Экстракт цветков пижмы обыкновенной.

## Лекарственная форма
Таблетки, покрытые оболочкой.

## Фармакологическое действие
Средство растительного происхождения. Усиливает образование и выделение жёлчи, способствует изменению её биохимического состава. Оказывает спазмолитическое действие на жёлчный пузырь, жёлчные протоки и кишечник.

## Показания
В качестве спазмолитического и желчегонного средства: некалькулезный холецистит, дискинезия жёлчных путей (по гипермоторному типу), постхолецистэктомический синдром.

## Противопоказания
Гиперчувствительность, язвенная болезнь желудка и 12-перстной кишки; эрозивный гастродуоденит.

## Режим дозирования
Внутрь, за 15—20 мин. до еды по 1—2 таблетки 3 раза в день. При необходимости число приёмов увеличивают до 4 раз в день. Курс лечения 20—30 дней.

## Побочные эффекты
По данным клинических исследований танацехол эффективно купирует симптомы, связанные с нарушением двигательной функции кишечника и жёлчных путей, у пациентов с синдромом раздражённого кишечника, протекающего с преобладанием запоров, в сочетании с дисфункцией жёлчного пузыря и протоков.